# Schronisko przed Tunelem Pierwsze
Schronisko przed Tunelem Pierwsze, Schronisko przed Tunelem w dolinie Kluczwody II – jaskinia typu schronisko w lewych zboczach Doliny Kluczwody, w granicach wsi Bębło w województwie małopolskim, w powiecie krakowskim, w gminie Wielka Wieś. Pod względem geograficznym znajduje się na Wyżynie Olkuskiej będącej częścią Wyżyny Krakowsko-Częstochowskiej.

## Opis obiektu
Schronisko znajduje się w bezimiennej skale na działce nr 205 przy ulicy Leśnej we wsi Bębło, po południowej stronie skały Dziurawiec. Jest to wąska i wysoka szczelina utworzona na pęknięciu skały. W jej środku jest duży blok skalny uniemożliwiający przejście w głąb skały. Szczelina powstała w późnojurajskich wapieniach skalistych wskutek grawitacyjnego rozpadu skał oraz wietrzenia. Pewną rolę w jej tworzeniu odegrała woda, na jej ścianach widoczne są bowiem spowodowane przez jej przepływ płytkie rozmycia. Występują także zniszczone grzybki naciekowe. Namulisko jaskiniowe próchniczno-kamienne. Schronisko jest widne tylko w początkowej części, tu na jego ścianach rozwijają się glony. W głębi jest ciemno. Zwierząt nie zaobserwowano.
Po raz pierwszy schronisko to opisał Kazimierz Kowalski w 1951 r. Nadał mu nazwę Schronisko przed Tunelem w dolinie Kluczwody II. Nazwą tą nawiązał do schroniska Jaskinia Tunel w sąsiedniej skale Dziurawiec. Sporządził też plan schroniska. Schronisko znalazło się w wykazie jaskiń Wyżyny Krakowsko-Wieluńskiej w 1986 r. Obecny plan i opis wykonał N. Sznober w 2015 r.

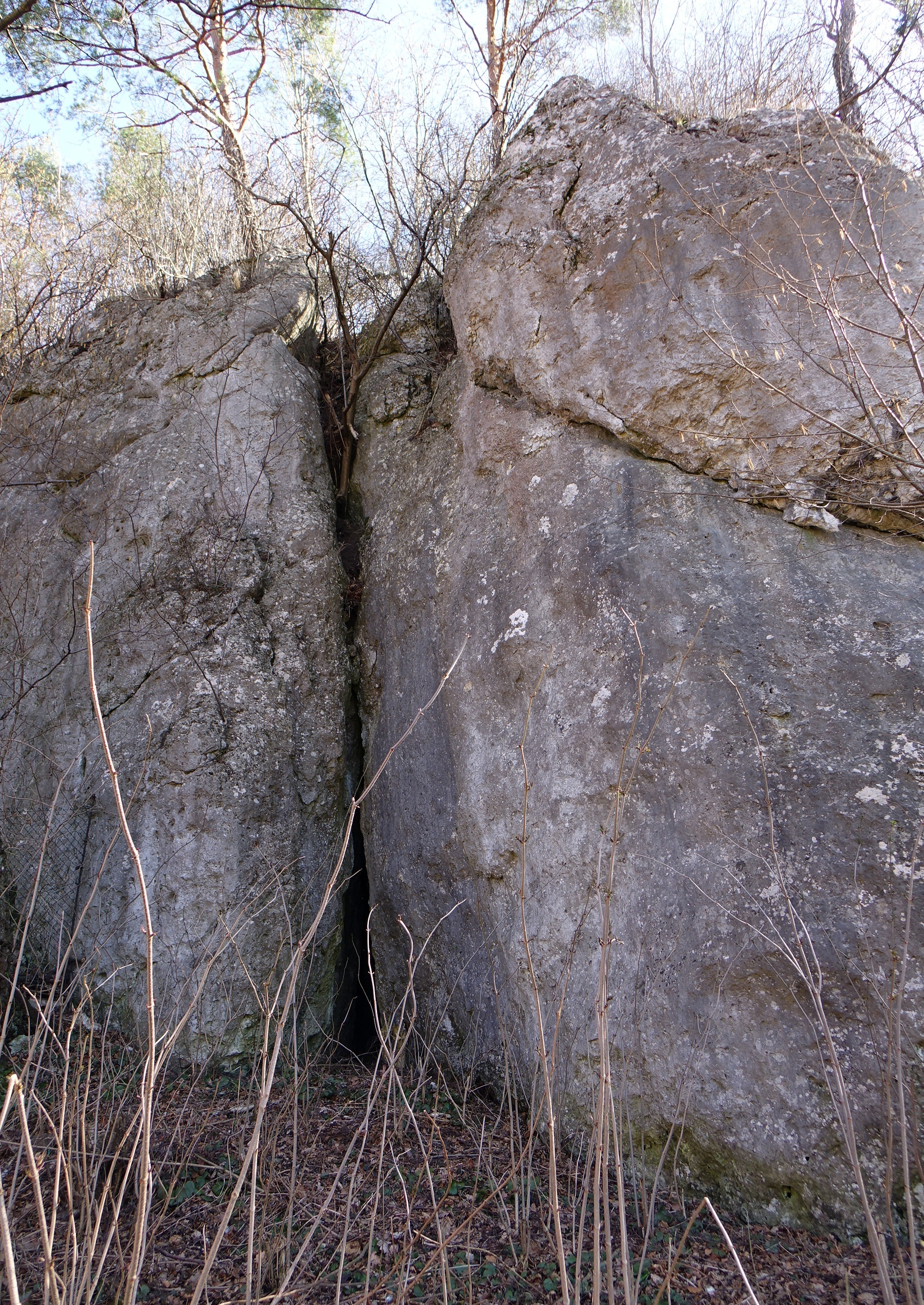
Skała ze schroniskiem
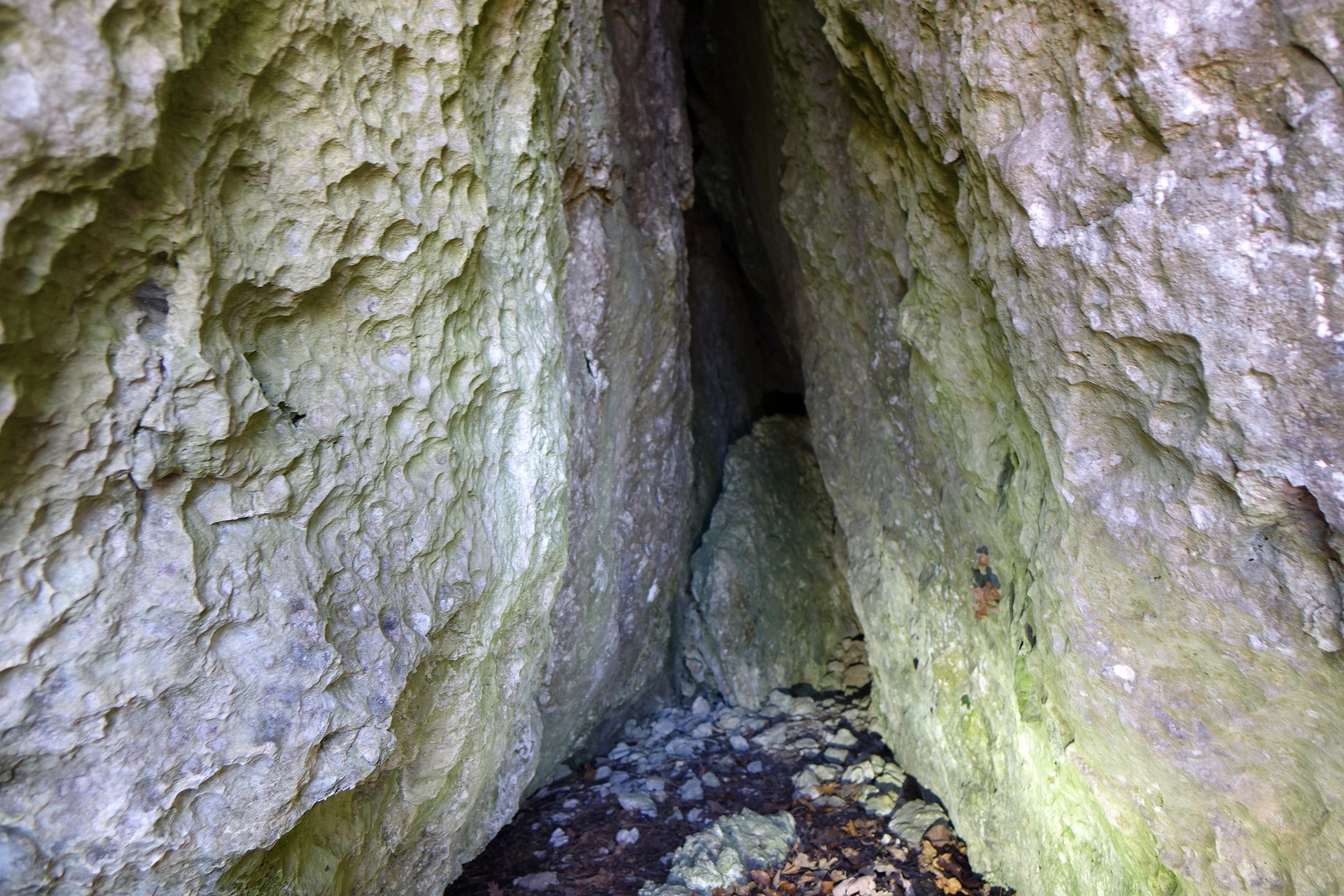
Szczelina
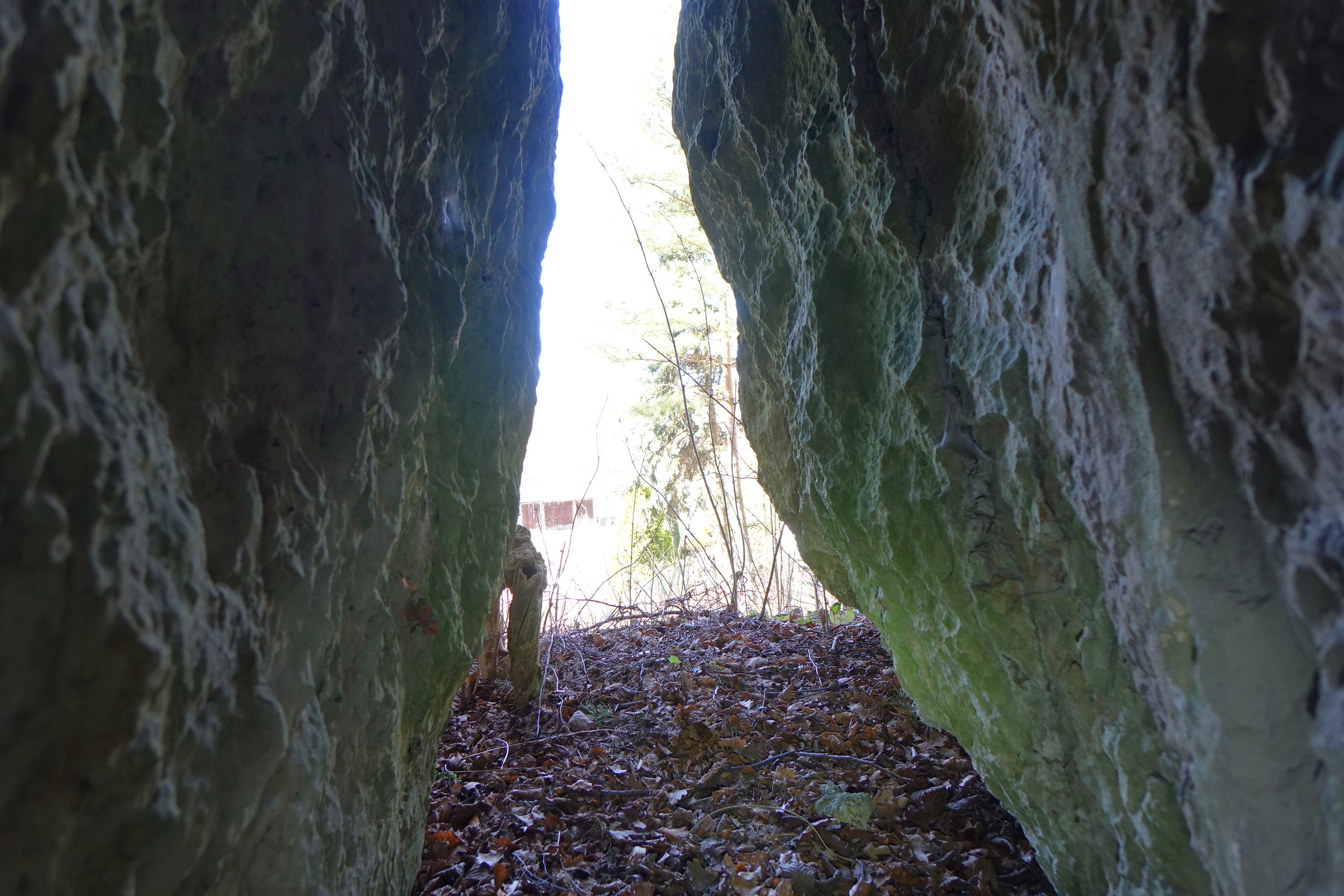
Widok ze szczeliny

Po północnej stronie Schroniska przed Tunelem Pierwszego jest Schronisko przed Tunelem Drugie.